# Nadia Dala

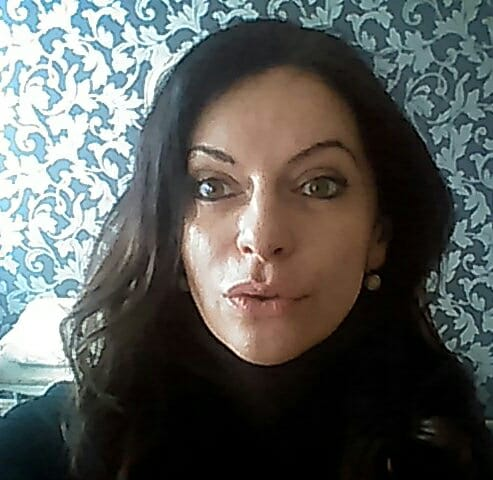
Nadia Dala (2019)

Nadia Dala (1970) is een Vlaams-Marokkaans journaliste en presentatrice.
Dala is de dochter van een Vlaamse moeder en een Marokkaanse vader. Ze studeerde Arabistiek en Islamkunde aan de Katholieke Universiteit Leuven. Na haar studies kreeg ze een beurs om in Caïro, Egypte, een jaar stage te lopen bij het Engelstalige blad The Middle East Times. 
Toen Dala terugkeerde naar België, mocht ze voor De Morgen een artikel maken over de reacties van de allochtone gemeenschap over de dood van koning Boudewijn. Dat artikel beviel de krant zo goed, dat Nadia er zes jaar mocht blijven werken. Daarna werkte ze onder meer voor De Standaard en het kabinet van Annemie Neyts.
Uiteindelijk kwam ze bij de VRT terecht en werkte ze één jaar als journaliste voor Het Journaal. In 2004 ging ze samen met Flip Feyten werken voor de cel Diversiteit, die moest toezien dat de VRT alle Vlamingen vertegenwoordigde. Zo moesten er meer allochtonen op en achter de schermen komen, moest de man-vrouwverhouding in balans zijn, enzovoort. Uiteindelijk verliet ze de cel Diversiteit in 2006.
Haar taak bij de cel Diversiteit combineerde in het begin ze met presentatie van het cultuurprogramma Voetzoeker op Canvas. Dit programma haalde echter weinig kijkcijfers. In 2005 werd ze gastreporter voor Republica, een ander cultuurprogramma van de zender. Datzelfde jaar schreef Nadia het boek Als de sluiers vallen. Hierin laat ze tien moslimvrouwen aan het woord en gaat ze op zoek naar de reden waarom zij hun hoofddoek al dan niet dragen. 
Begin 2007 presenteerde Dala voor Canvas het programma Moslima's. Hierin interviewt ze vier heel verschillende moslimvrouwen over het geloof, over de gevolgen van 11 september, over seksualiteit en over integratie. De reeks probeerde het eenzijdige en monolithische beeld dat de media al te vaak ophangen van de moslimcultuur te nuanceren en ontkrachten. Daarna gaat ze voor Vitaya het programma Het V-Team presenteren. Hierin krijgt een kandidaat twee verschillende looks aangemeten.
In 2008 werd Dala docente journalistiek en freelance journaliste. Ze publiceerde haar eerste roman 'Waarom ik mijn moeder de hals doorsneed' bij de Nederlandse uitgeverij Prometheus.

## Trivia
- In 2004 nam Dala deel aan het tweede seizoen van De Slimste Mens ter Wereld. Tijdens haar eerste aflevering verloor ze het finalespel en bijgevolg moest ze de quiz verlaten.